# Hinterer Sajatkopf
Der Hintere Sajatkopf (3098 m ü. A.) ist ein Berggipfel des Wallhornkamms in der Venedigergruppe in Osttirol (Österreich). Er liegt im Norden des Gemeindegebiets von Prägraten am Großvenediger. Benachbarte Gipfel sind die Kreuzspitze im Nordwesten und der Vordere Sajatkopf im Südsüdosten.

## Lage
Der Hintere Sajatkopf ist ein Nebengipfel der Kreuzspitze. Er liegt östlich über dem Sajatkar und ist mit der Kreuzspitze (3164 m ü. A.) durch den relativ flachen Nordwestgrat verbunden. Zudem führt der Südgrat zum Vorderen Sajatkopf (2913 m ü. A.). Westlich des Hinteren liegt das Sajatkar mit der südwestlich gelegenen Sajathütte. Östlich befindet sich das Timmeltal. 

## Aufstiegsmöglichkeiten
Der Normalweg auf den Hinteren Sajatkopf führt von der Sajathütte bis in eine Höhe von 2700 Metern und dann links in die Schrofenflanke, wobei der Aufstieg teil in Rinnen, teil schräg rechts empor zum Gipfel erfolgt (I+). Alternativ wird der Südkamm begangen, wobei ausgehend von der Sajathütte zunächst dem Weg auf den Vorderen Sajatkopf gefolgt wird. Von hier aus folgt der Übergang auf dem breiten Schutt- und Schrofenkamm des Südgrats bis zum Gipfel (I+ oder II-).